# Дорожаїця
Дорожа́їця (рос. Дорожаица) — присілок у складі Підосиновського району Кіровської області, Росія. Входить до складу Демьяновського міського поселення.
Населення становить 109 осіб (2010, 119 у 2002).
Національний склад станом на 2002 рік — росіяни 96 %.